# Laurent Bordes
Pour les articles homonymes, voir Bordes.
Laurent Bordes est un mathématicien et universitaire français, spécialiste de mathématiques appliquées. Professeur des universités, il est président de l'université de Pau et des pays de l'Adour depuis le 1er janvier 2021.

## Biographie

### Formation
Élève « plutôt moyen », Laurent Bordes explique son goût pour les mathématiques par « des rencontres avec quelques enseignants ». Formé à l'université Bordeaux-I, il est titulaire d'un magistère en mathématiques et mécanique (MATMECA) obtenu en 1992.
En 1996, il soutient sa thèse de doctorat en mathématiques intitulée Inférence statistique pour des modèles paramétriques et semi-paramétriques : modèles de l'exponentielle multiple, test du Chi-deux, modèles de vie accélérée, dirigée par Mikhail Stepanovitch Nikouline. Il soutient son habilitation à diriger des recherches à l'université de technologie de Compiègne en 2006.

### Carrière universitaire
Une fois son doctorat obtenu en 1996, il est recruté comme attaché temporaire d'enseignement et de recherche par l'université Bordeaux-I. En 1997, il est nommé maître de conférences en mathématiques et rejoint l'université de technologie de Compiègne (UTC).
En 2006, il est nommé professeur des universités en mathématiques appliquées à l'université de Pau et des pays de l'Adour (UPPA). Membre du laboratoire de mathématiques et de leurs applications de Pau (LMAP), associé à l'Institut national de recherche en informatique et en automatique (UMR CNRS), ses recherches portent sur les modèles de durées avec données manquantes et les modèles semi-paramétriques pour les mélanges finis de distributions.
Il enseigne en licence et en master à l'université de Pau et des pays de l'Adour, au Conservatoire national des arts et métiers ainsi qu'en master au Bénin, dans le cadre d'un projet européen.

### Responsabilités administratives
Après l'élection de Mohamed Amara à la tête de l'université de Pau et des pays de l'Adour en 2012, il est élu vice-président recherche de l'université, fonction qu'il occupe jusqu'en 2016.
En 2016, il devient président de l'Institut pluridisciplinaire de recherche appliquée en génie pétrolier (IPRA), une fédération de recherche rassemblant les compétences pluridisciplinaires en mathématiques, sciences de l'ingénieur et géosciences de cinq unités de recherche,.
La même année, il est élu vice-président délégué au numérique de l'université de Pau et des pays de l'Adour ainsi que de la communauté d'universités et établissements d'Aquitaine, à la tête de laquelle il mène un projet de data center mutualisé entre tous les établissements d'enseignement supérieur et de recherche de la région Nouvelle-Aquitaine.
Avec la réorganisation de l'université de Pau et des pays de l'Adour opérée en 2018, il prend la direction du nouveau collège sciences et technologies pour l'énergie et l'environnement (STEE),, qui regroupe près de 5 000 étudiants des anciennes UFR sciences et techniques de Pau et d'Anglet, de l'École nationale supérieure en génie des technologies industrielles (ENSGTI), de l'Institut supérieur aquitain du bâtiment et des travaux publics (ISABTP) ainsi que des deux instituts universitaires de technologie (IUT) des pays de l'Adour et de Bayonne.
Seul candidat à la succession de Mohamed Amara, il est élu président de l'université de Pau et des pays de l'Adour au premier tour de scrutin par le nouveau conseil d'administration de l'établissement le 15 décembre 2020. Il prend ses fonctions le 1er janvier 2021 en promettant « d’assurer une continuité avec [la] politique » de son prédécesseur. Alors que la pandémie de Covid-19 affecte durement les étudiants, il envisage de décaler l'année universitaire au 31 décembre, souhaitant « ne pas pénaliser les étudiants en recherche de stage ».